# 더글러스 노스
더글러스 세실 노스 (Douglass Cecil North, 1920년 11월 5일 ~ 2015년 11월 23일)는 경제사에 대한 연구로 유명한 미국 경제학자이다. 그는 1993년 노벨 경제학상을 로버트 포겔과 함께 수상했다. 노벨위원회 는노스와 포겔이 "경제적·제도적 변화를 설명하기 위해 경제이론과 양적 방법을 적용해 경제사 연구를 새롭게 했다"고 평가했다.
로널드 코스 및 올리버 E. 윌리엄슨과 함께 그는 1997년 세인트루이스에서 첫 회의를 개최한 ISNIE(International Society for New Institutional Economics)를 세웠다. 그의 연구는 재산권, 거래 비용, 시장의 제도적 기반, 역사적으로 경제 조직 및 개발도상국 경제 발전을 주제로 하였다.

## 참고 문헌
1. ↑  “Douglass C. North – Biography”. 《Nobelprize.org》. Nobel Media. 2014. 2016년 2월 14일에 확인함.
2. ↑  Ménard, Claude and Shirley, Mary M. (2014): "The Contribution of Douglass North to New Institutional Economics" in Institutions, Property Rights, and Economic Growth. Sebastian Galiani and Itai Sened (eds.). Cambridge University Press. p. 19. doi:10.1017/CBO9781107300361.003 ISBN 9781107300361